# لي إي. إيمرسون
لي إي. إيمرسون (بالإنجليزية: Lee E. Emerson)‏ هو محامي وسياسي أمريكي، ولد في 19 ديسمبر 1898 في هاردويك في الولايات المتحدة، وتوفي في 21 مايو 1976 في برلين في الولايات المتحدة. حزبياً، نشط في الحزب الجمهوري. وقد انتخب عضو مجلس نواب فيرمونت وانتخب حاكم فيرمونت ‏ (4 يناير 1951 – 6 يناير 1955).